# Siphocampylus keissleri
Siphocampylus keissleri är en klockväxtart som beskrevs av Franz Elfried Wimmer. Siphocampylus keissleri ingår i släktet Siphocampylus och familjen klockväxter. Inga underarter finns listade i Catalogue of Life.